# Zenomena Płużek
Zenomena Płużek (ur. 17 kwietnia 1926 w Górach Luszowskich, zm. 16 sierpnia 2005) – uczona polska, psycholog, profesor Katolickiego Uniwersytetu Lubelskiego. 

## Działalność naukowa
Doktorat zatytułowany Wartość diagnostyczna testów do wykrywania organicznych uszkodzeń mózgu obroniła w 1963 roku u profesor Marii Susułowskiej. Pracę habilitacyjną zatytułowaną Wartość diagnostyczna testu MMPI-WISKAD dla diagnozy różnicowej w zakresie nozologii psychiatrycznej obroniła w 1967 roku. Była profesorem zwyczajnym od 1988 roku. 
Od 1961 roku do przejścia na emeryturę była kierownikiem Pracowni Psychologicznej, zorganizowanej przez M. Choynowskiego w Szpitalu Psychiatrycznym w Krakowie-Kobierzynie. 
Wprowadziła do praktyki psychologicznej testy neuropsychologiczne, zajmowała się zagadnieniami samobójstw, rehabilitacją chorych psychicznie i psychoterapią. 
W 2000 otrzymała Nagrodę im. Księdza Idziego Radziszewskiego Towarzystwa Naukowego KUL  za rok (1999), za całokształt dorobku naukowego w duchu humanizmu chrześcijańskiego.
Dorobek jej zawiera około 400 prac magisterskich, 48 rozpraw doktorskich, 17 recenzji prac habilitacyjnych, 8 recenzji dorobku naukowego na tytuł profesorski, 7 książek, których była autorem lub współautorem, 90 artykułów naukowych.

## Spis książek
- Płużek Z. (1972) Wartość testu WISKAD MMPI dla diagnozy różnicowej w zakresie nozologii psychiatrycznej. Lublin KUL.
- Płużek Z (1972) An Investigation on the influence of rehabilitation upon chronic schizophrenic, final report. State Hospital for Mentalny Ill. Cracow-Kobierzyn
- Płużek Z., (1991). Psychologia pastoralna. Kraków. Wydawnictwo Księży Misjonarzy.
- Steuden M., Płużek Z. (1992). Wartość diagnostyczna Baterii Testowej Luria-Nebraska. Interpretacja kliniczna. Lublin. KUL. Katedra Psychologii Klinicznej i Osobowości.
- Płużek Z., (1996). Pastoracinė psichologija (tłumaczenie na język litewski). Vilnius. Amžius.
- Jacyniak A., Płużek Z., (1966). Świat ludzkich kryzysów. Kraków Wydawnictwo Jezuitów.
- Płużek Z., (2001). Proces twórczego kształtowania osobowości w świetle teorii C.G. Junga. Lublin. Towarzystwo Naukowe KUL.